# Zoo de Cologne
Le zoo de Cologne (Kölner Zoo) est un parc zoologique à Cologne en Allemagne.

## Histoire

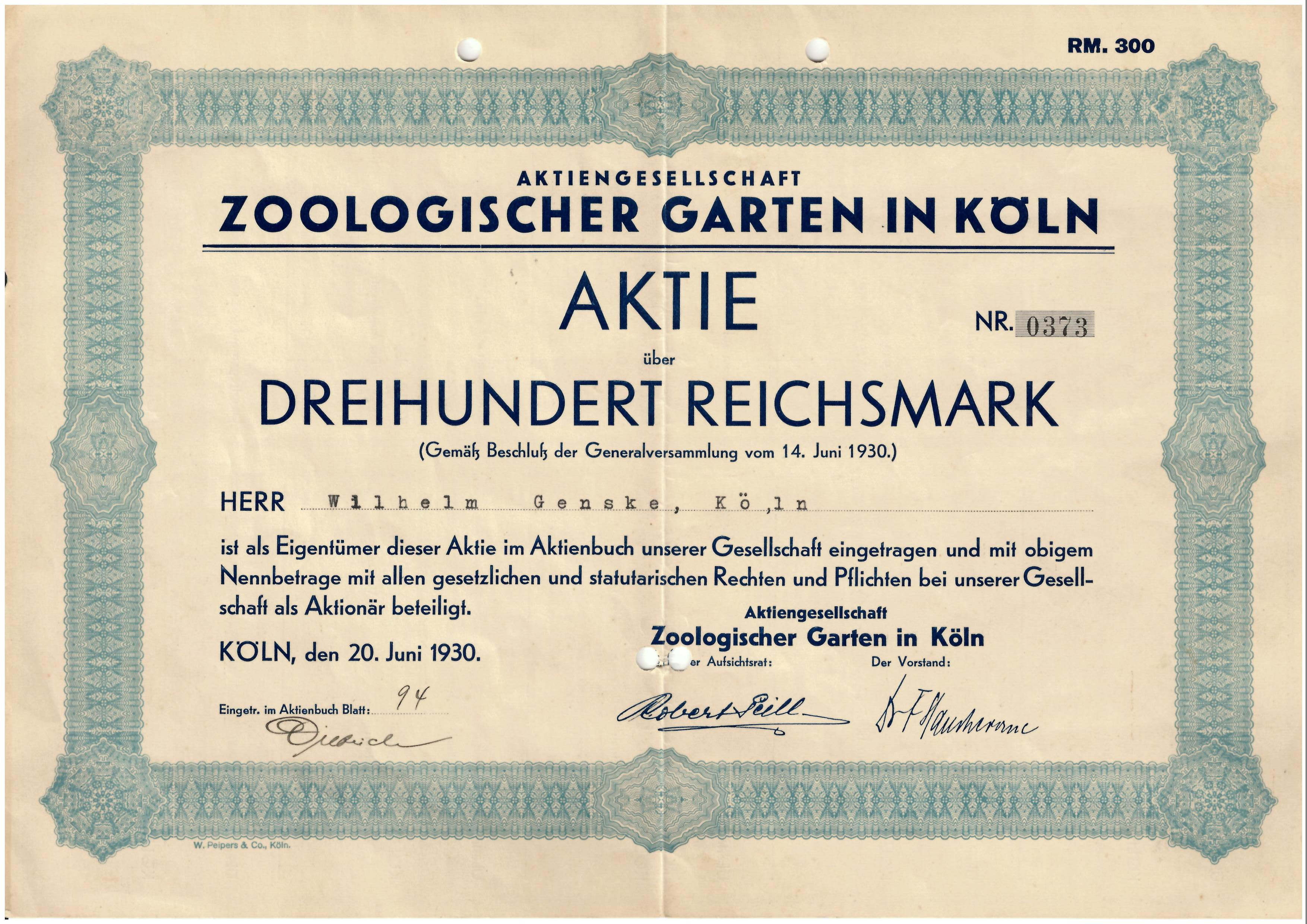
Action du zoo de Cologne en date du 20 juin 1930

Le zoo de Cologne est fondé en 1860 par les habitants de Cologne. Il est financièrement indépendant jusqu'aux années 1920, lorsque la ville de Cologne en achète la majorité des parts. Depuis lors, le zoo est financé par la ville. Pendant la Seconde Guerre Mondiale, le zoo est presque complètement détruit et a doit être fermé. Deux ans après la guerre, en 1947, il est rouvert au public. Il est alors non seulement reconstruit, mais sa superficie est doublée pour atteindre la taille de 20 hectares. Cette phase de reconstruction et d'agrandissement s'est achevée dans les années 1970.
En 1963 a été créée la première école zoologique sur le continent européen. Le zoo de Cologne a également joué un rôle primordial dans la mise en place des programmes européens d'élevage et gère actuellement un nombre important de ces programmes et contribue financièrement et humainement à plusieurs programmes de conservation in situ d'espèces menacées d'extinction.
Il est situé Riehler Straße 173, 50735 Köln.

## Le parc
Le zoo est divisé en trois parties : le parc, l'aquarium et vivarium.

## Les animaux
On y trouve éléphants, fauves, la maison des singes, grizzlys, hamadryas, chevaux de Przewalski, pandas roux, volière (dans laquelle on peut entrer), antilope saïga...

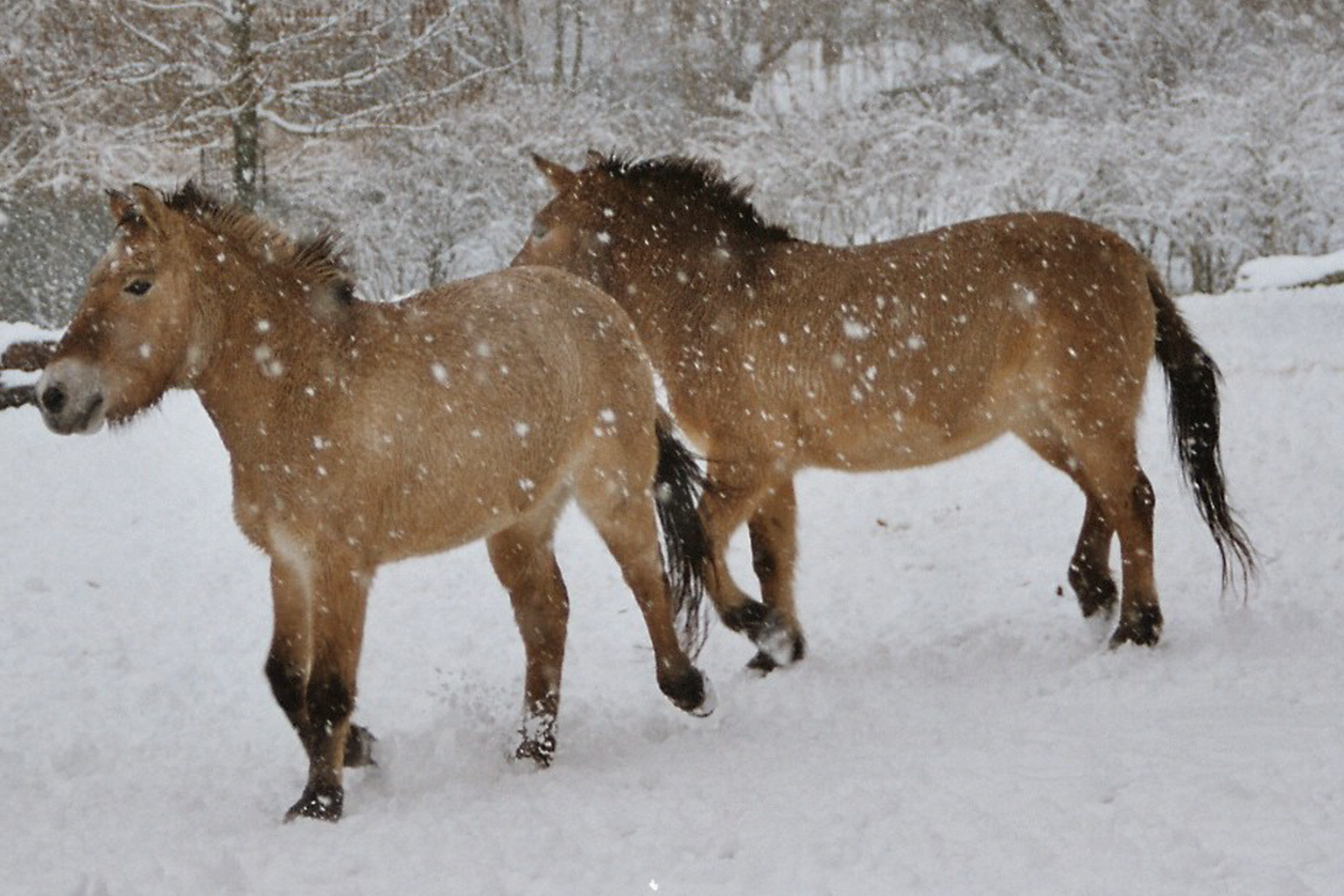
Chevaux de Przewalski du zoo de Cologne.
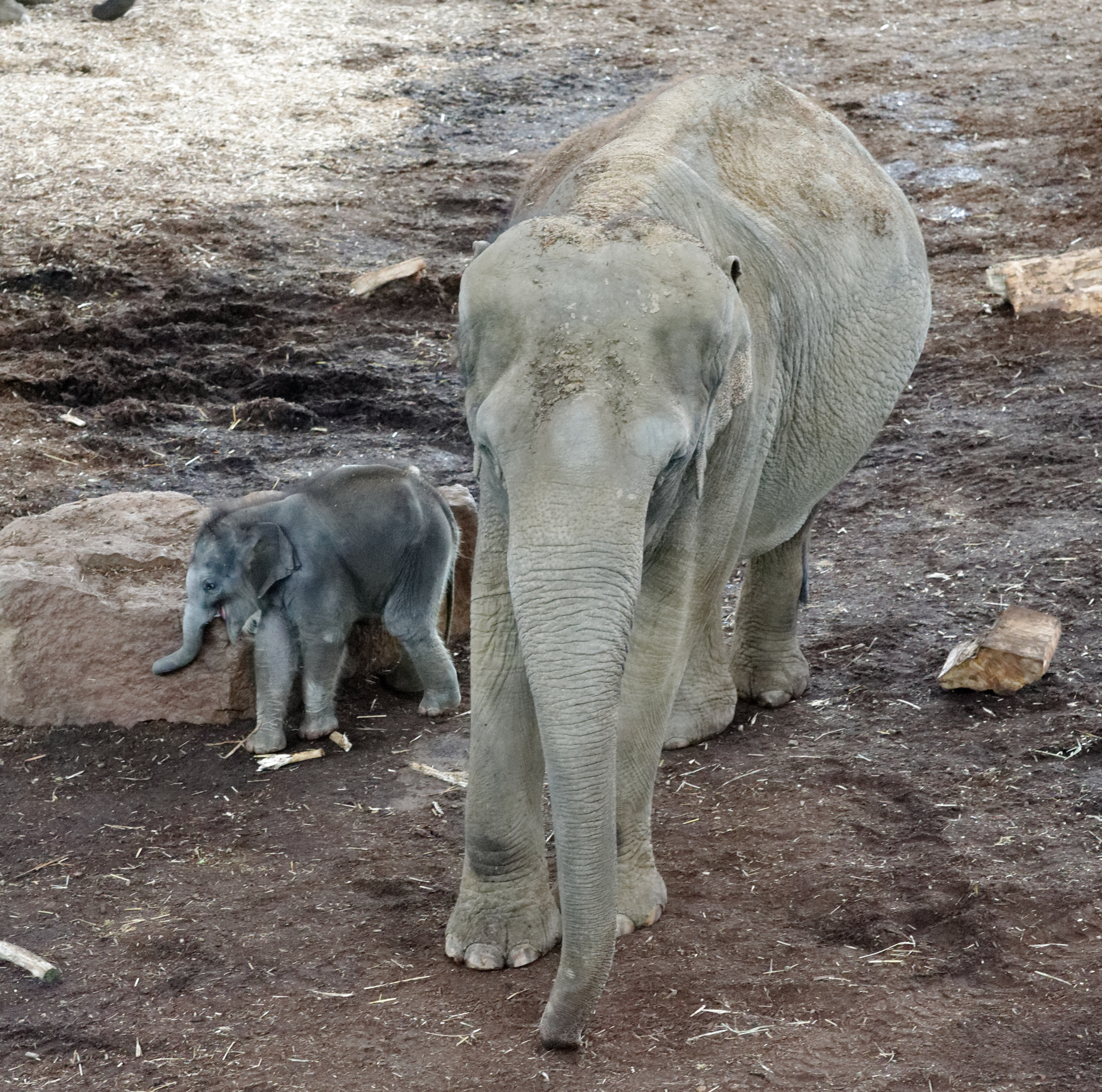
Marlar et son éléphanteau Moma, né en 2017.
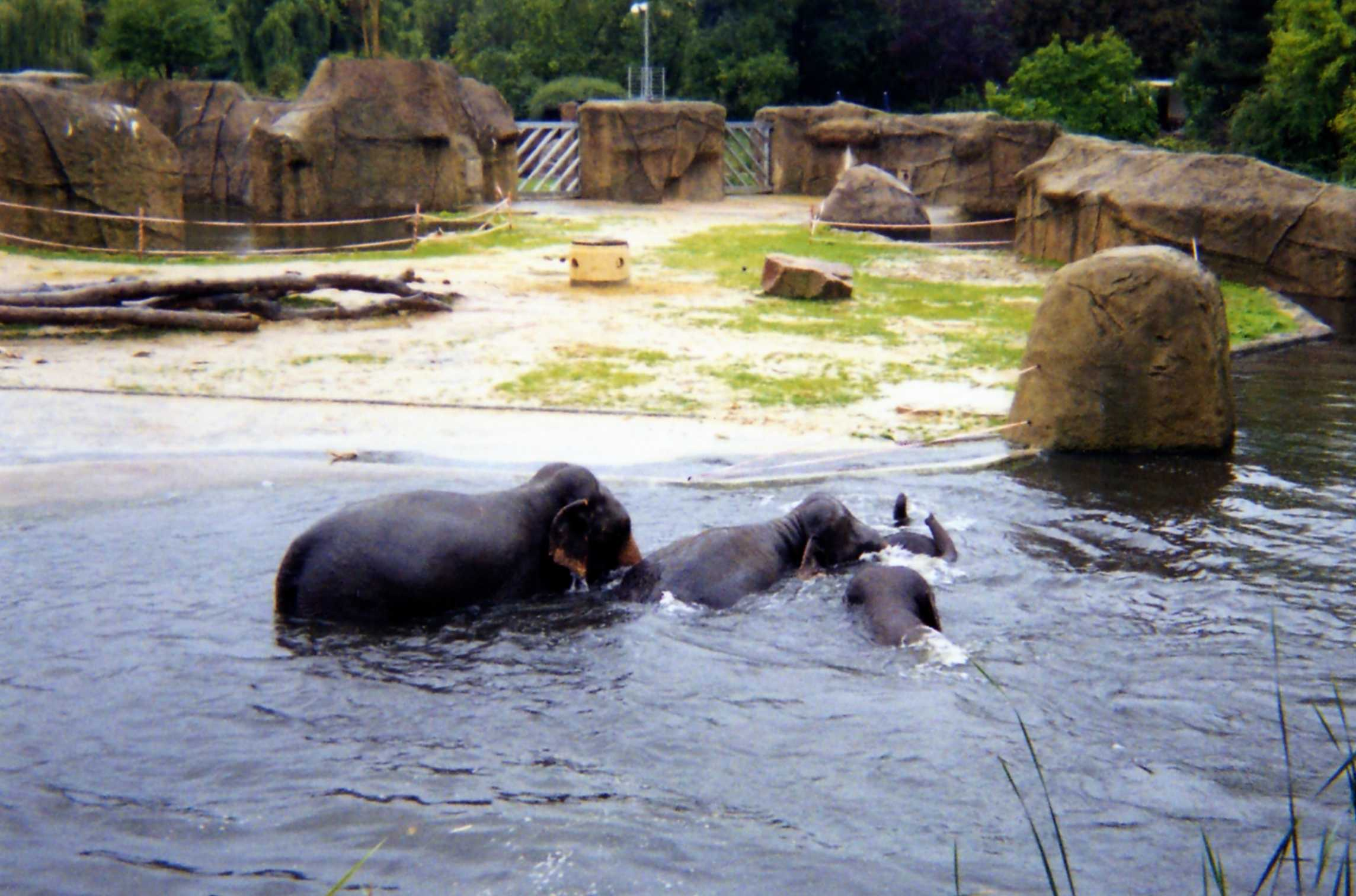
Les éléphants.

## Les directeurs du zoo
- 1859–1869 Dr Heinrich Bodinus
- 1870–1886 Dr. Nicolas Funck
- 1886–1888 Prof. Dr. Ludwig Heck
- 1888–1928 Ludwig Wunderlich
- 1929–1938 Dr. Friedrich Hauchecorne
- 1938–1951 Dr. Werner Zahn
- 1952–1975 Dr. Wilhelm Windecker
- 1975–1981 Prof. Dr. Ernst Josef Kullmann
- 1981–2006 Prof. Dr. Gunther Nogge
- 2007 Theo Pagel et Christopher Landsberg